# Liran Einav
Liran Einav (geboren im November 1970 in Tel Aviv) ist ein israelisch-amerikanischer Wirtschaftswissenschaftler. Er ist Professor an der Stanford University und beschäftigt sich vorrangig mit Industrieökonomik und Mikroökonomie, insbesondere mit der Versicherungswirtschaft.

## Werdegang
Vor seiner akademischen Karriere verbrachte Einav acht Jahre beim israelischen Militär (1988–1996) und war ein Jahr als Softwareentwickler tätig (1996–1997). Parallel dazu besuchte er bereits die Universität Tel Aviv in seiner Heimatstadt und erhielt dort im Jahre 1997 den Bachelor of Arts in Informatik und Wirtschaftswissenschaft (Computer Science & Economics). Anschließend wechselte er in die Vereinigten Staaten an die Harvard University, wo er 2000 seinen Master erhielt und 2002 unter Ariel Pakes zum Ph.D. promoviert wurde. Anschließend übernahm Einav eine Position als Assistenzprofessor an der Stanford University, die er in der Folge zehn Jahre lange innehatte, bevor er dort 2012 auf eine ordentliche Professur berufen wurde. Darüber hinaus ist er seit 2005 für das National Bureau of Economic Research tätig, an dem er seit 2016 als Direktor des Industrial Organization Program fungiert.
Seit 2012 ist er Mitglied (Fellow) der Econometric Society und wurde zudem 2015 in die American Academy of Arts and Sciences gewählt.

## Wissenschaftliches Schaffen
Einav befasst sich hauptsächlich mit Industrieökonomik und angewandter Mikroökonomie im Bereich der Versicherungswirtschaft, so veröffentlichte er zum Versicherungsmarkt und zum Konsumverhalten bei Sozialversicherungen. Weitere Schwerpunkte stellen Adverse Selektion, Moral Hazard sowie das Feld des Elektronischen Handels dar. Bisher veröffentlichte er über 50 wissenschaftliche Artikel.
Zudem war bzw. ist Einav als Mitherausgeber an der Veröffentlichung mehrerer Fachzeitschriften beteiligt, darunter das American Economic Journal: Applied Economics (2010–2013), Econometrica (2013–2017) sowie The American Economic Review (seit Januar 2018).

## Werke
- mit Amy Finkelstein: We’ve Got You Covered: Rebooting American Healthcare. Portfolio, New York 2023, ISBN 978-0-593-42123-9.